# Pervari

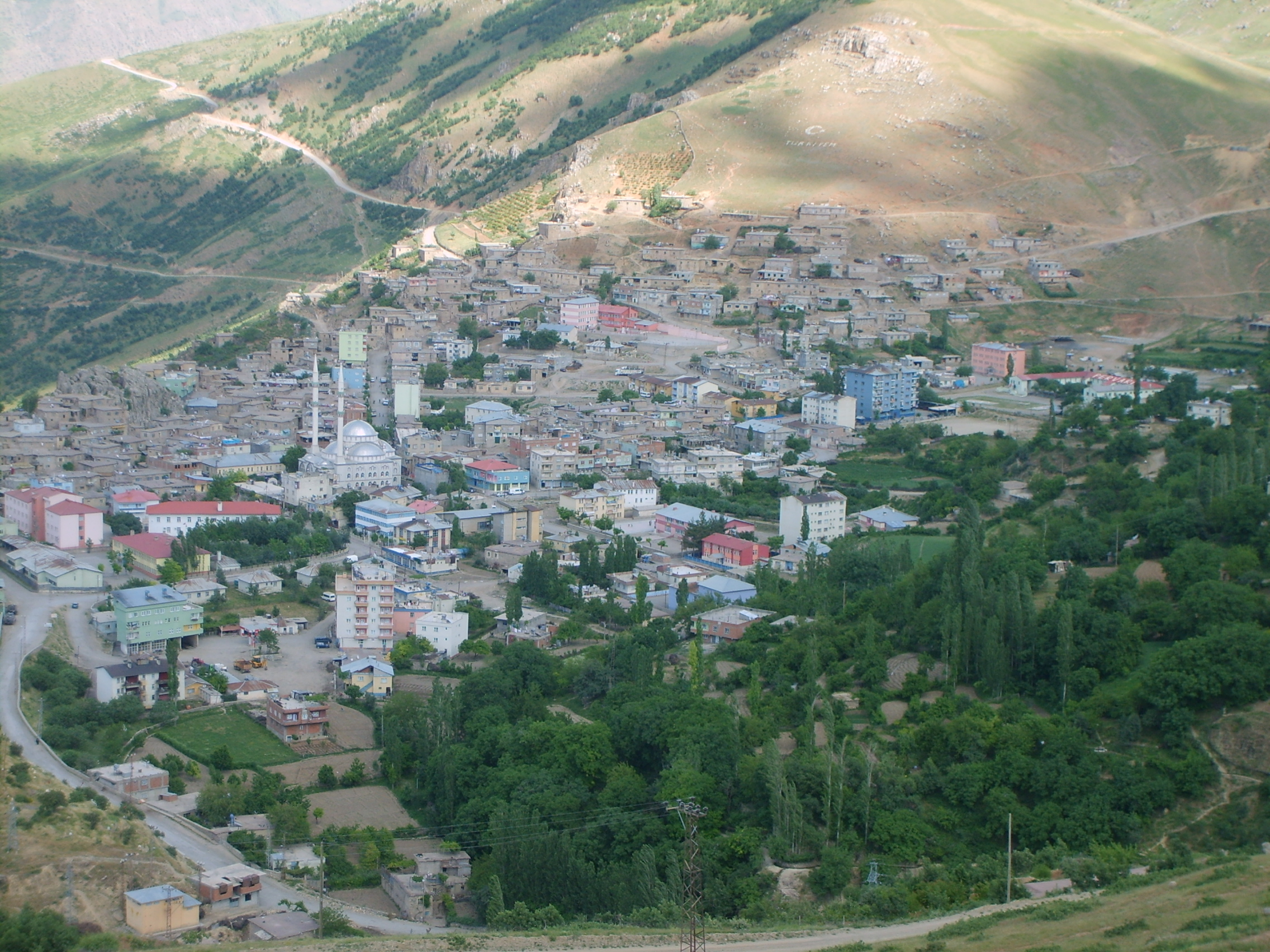
A panoramic view of Pervari

Pervari est une ville et un district de la province de Siirt dans la région de l'Anatolie du sud-est en Turquie.